# Kacper Gordon
Kacper Gordon (ur. 6 maja 2002) – polski koszykarz, występujący na pozycji rozgrywającego, od 2024 zawodnik Legii Warszawa.
1 lipca 2022 został wypożyczony do Twardych Pierników Toruń. 1 lipca 2023 dołączył do Suzuki Arki Gdynia. 18 marca 2024 został zawodnikiem Legii Warszawa. Od czerwca 2024 występuje w GTK Gliwice.

## Osiągnięcia
Stan na 22 marca 2024, na podstawie, o ile nie zaznaczono inaczej.

### Drużynowe
Seniorskie
- Mistrz Polski (2022)[6]
- Brązowy medalista mistrzostw Polski (2021)
- Uczestnik międzynarodowych rozgrywek Eurocup (2021/2022)

Młodzieżowe
- Wicemistrz Polski juniorów styarszych (2021)[7]
- Brązowy medalista mistrzostw Polski:
  - juniorów starszych (2019)[8]
  - juniorów (2019)

### Indywidualne
Seniorskie
- Najlepszy młody zawodnik EBL (2023)[9]
- MVP II ligi w koszykówce mężczyzn (2020)[10]
- Zaliczony do I składu grupy D II ligi (2020)[10]

Młodzeżowe
- Zaliczony do I składu mistrzostw Polski:
  - juniorów starszych (2021)[7]
  - kadetów (2018)

### Reprezentacja
- Wicemistrz Europy U–18 dywizji B (2019)[11]
- Uczestnik:
  - mistrzostw Europy U–16 dywizji B (2018 – 5. miejsce)
  - turnieju U–20 Euro Challengers (2021)